# Marjan Cescutti
Marjan Cescutti (* 22. September 1937 in Bozen) ist ein Südtiroler Kulturfunktionär.

## Biographie
Cescutti ist der Sohn eines Vaters mit slowenischen Wurzeln und einer Südtiroler Mutter. Er besuchte das Franziskanergymnasium Bozen und absolvierte anschließend an der Universität Innsbruck ein Studium der Germanistik und Klassischen Philologie, das er 1961 mit einer Dissertation über Hubert Mumelter zum Abschluss brachte. Beruflich war er als Lehrer für Deutsch und Latein am Humanistischen Gymnasium „Walther von der Vogelweide“ in Bozen tätig, das er in der Folge bis zu seiner Pensionierung 1997 als Schuldirektor leitete.
Cescutti engagiert sich seit 1963 beim Südtiroler Kulturinstitut, dem er von 1999 bis 2014 als Vorsitzender vorstand. Er war ein enger Vertrauter der Südtiroler Kuturlandesräte Anton Zelger, Bruno Hosp und Sabina Kasslatter Mur. Zusammen mit Josef Riedmann übernahm er 1992 die Leitung der Schlern-Schriften, der ältesten landeskundlichen Schriftenreihe Tirols. 2007 wurde ihm eine umfangreiche Festschrift gewidmet. 2010 zeichnete ihn seine Alma Mater als Ehrenbürger aus.